# Meotipa wuzhishanensis
Meotipa wuzhishanensis is een spinnensoort uit de familie Anamidae. De wetenschappelijke naam van de soort werd voor het eerst geldig gepubliceerd in 2024 door Suresh Prins Benjamin.
De soort komt voor in China.